# Колвицко језеро
Колвицко језеро (рус. Колвицкое озеро) велико је слатководно језеро ледничког порекла смештено у јужном делу Мурманске области, на крајњем северозападу европског дела Руске Федерације. Језеро се налази у југозападном делу Кољског полуострва, а административно припада Терском и Кандалашком рејону, те Апатитском округу. Преко своје једине отоке, реке Колвице, повезано је са акваторијом Белог мора.
Обале Колвицког језера су јако разуђене, нешто више у западном, а ниже у источном и јужном делу. Под ледом је од краја октобра до краја маја.
Површина језерске акваторије је 121 км², амаксимална дубина је до 20 метара, а површина језера налази се на надморској висини од 61 метра. Подручје које отиче ка Колвицком језеру обухвата територију површине око 1.160 км².
Северна и источна обала језера налази се унутар заштићеног подручја Колвицки резерват биосфере.